# Jón Þorkelsson
Jón Þorkelsson, född 5 november 1822 i Skagafjörður, död 21 januari 1904, var en isländsk skolman och språkforskare. 
Jón Þorkelsson blev student 1848 och filologie kandidat 1854 samt kort därefter lärare vid Reykjaviks lärda skola och var rektor där 1872–1895. År 1877 blev han hedersdoktor vid Köpenhamns universitet. Han utgav flera sagor, såsom Egil Skallagrimssons saga (1856) och Gunnlaug Ormstungas saga (1880), samt skrev förklaringar till många av deras skaldevers. Vidare skrev han om Gissur jarls levnad (1868) samt utarbetade supplement till äldre isländska ordböcker och andra viktiga bidrag till kännedomen om språket.

## Tryckta skrifter
- Supplement til islandske Ordbøger, Vols. 1-4. Reykjavík 1876-1899. Neudruck mit einem Vorwort von Hans Fix. Saarbrücken:AQ-Verlag 2002-2019. ISBN 978-3-922441-73-1; ISBN 978-3-922441-74-8; ISBN 978-3-922441-75-5; ISBN 978-3-922441-76-2
- Supplementer til islandske Ordbøger, 1876, 1879-85, 1890-97, 1899 digital (pdf, xml). Redigierte Volltextausgabe mit einem Vorwort von Hans Fix. Saarbrücken 2020. (Linguistica septentrionalia, 4). ISBN 978-3-922441-77-9